# Маріан Реєвський
Маріан Адам Реєвський (пол. Marian Adam Rejewski 16 серпня 1905, Бидгощ, Німецька імперія — 13 лютого 1980, Варшава, Польща) — польський математик і криптограф. Спільно з Генріхом Зигальським і Єжи Ружицьким в 1932 році розгадав механізм машини «Енігма», головного шифрувального пристрою, який використовувався Німеччиною. Успіх Реєвського і його колег дозволив британським військам розгадувати повідомлення, зашифровані за допомогою Енігми, у Другу світову війну. Накопичені розвідкою відомості під кодовою назвою «Ultra» виявилися, можливо, вирішальними для перемоги над Німеччиною.

## Біографія
Вивчаючи математику в університеті в Познані, Реєвський відвідував секретний курс по криптографії, що проводився польським Бюро шифрів при Генеральному штабі, в який він вступив на повний робочий день в 1932 році. Бюро досягло невеликих успіхів в розшифровуванні Енігми і наприкінці 1932 року Реєвський був прийнятий для роботи над цим завданням. Через всього лише кілька тижнів він розгадав секрет внутрішньої проводки Енігми. Потім Реєвський і двоє його колег-математиків розробили різні технічні пристрої для систематичного розшифрування повідомлень, зашифрованих за допомогою Енігми. Розробки Реєвського, включені в так звану «картотеку», отримані з використанням його пристроїв «циклометр» і «криптологічна бомба».
За п'ять тижнів до вторгнення Німеччини в Польщу в 1939 році, Реєвський і його колеги представили результати своїх досліджень з розшифровки Енігми французькій та британській розвідці. Незабаром після початку війни польські криптографи були евакуйовані у Францію, де вони продовжили свою роботу у співпраці з британськими та французькими колегами. Вони знову були змушені евакуюватися після падіння Франції в червні 1940 року, але через кілька місяців повернулися до таємної роботи в вішістській Франції. Після того, як країна була повністю окупована Німеччиною в листопаді 1942-го, Реєвський і математик Генріх Зигальський втекли через Іспанію, Португалію і Гібралтар у Велику Британію. Там вони працювали в підрозділі Польської Армії, розгадуючи німецькі шифри низького рівня. У 1946 році Реєвський повернувся до своєї сім'ї в Польщу і працював бухгалтером, зберігаючи мовчання про свою роботу криптографом до 1967 року.

### Навчання і перша робота

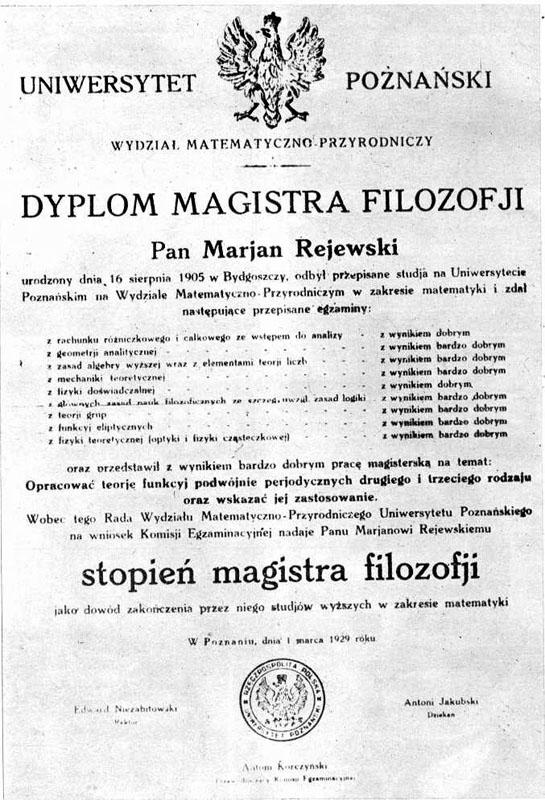
Диплом магістра філософії в математиці, який отриманий Реєвським в Познаньському університеті, 1 березня 1929

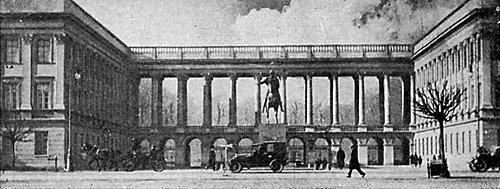
Варшавський Саксонський палац, де розташовувалося Бюро шифрів в 1932 році, коли Реєвський почав свою роботу над розшифруванням Енігми

Маріан Реєвський народився 16 серпня 1905 року, у Бромбергу (нині Бидгощ). Його батьками були Йозеф, продавець сигар, і Матильда, до шлюбу Томс (Thoms). Він відвідував уроки німецької в гімназії нім. Königliches Gymnasium zu Bromberg (Королівська школа граматики у Бромбергу) і закінчив старшу школу, здавши матуру (аналог атестата зрілості в Польщі) в 1923 році. Потім Реєвський навчався математики вУніверситеті в Познані, який він закінчив 1 березня 1929 року.
На початку 1929 року, незадовго до закінчення університету, Реєвський став відвідувати секретні криптографічні курси для обраних німецькомовних студентів-математиків, що проводило Бюро шифрів (Biuro Szyfrów) при Польському Генеральному штабі. Реєвський і студенти Генріх Зигальський і Єжи Рожицький були тими небагатьма, хто міг слідувати навчального курсу, з огляду на вимоги їхніх досліджень.
Реєвський закінчив університет, отримавши ступінь магістра математики; темою його дипломної роботи була «Теорія подвійних періодичних функцій другого і третього роду і їхнє застосування». Через кілька тижнів він почав дворічне навчання на актуарії в Геттінгені в Німеччині.
Він не закінчив навчання, так як влітку 1930 року погодився прийняти посаду асистента для викладання математики в Університеті в Познані. У той же час він також вступив на неповний робочий день в Бюро шифрів, яке тоді закрило курси криптографії і створило форпост в Познані для розшифровки перехоплених німецьких радіо-повідомлень. Реєвський працював по 12 годин на тиждень поруч з Інститутом математики в підземеллі, яке прозвали «Чорною кімнатою».
Влітку 1932 Познаньська філія Бюро шифрів був розпущений. 1 вересня 1932 року, як цивільний службовець, Реєвський разом із Зигальським і Ружицьким приєднався до Бюро шифрів в будівлі Генерального штабу (Саксонський палац) у Варшаві.
Їхнім першим завданням була розшифровка чотирисимвольного коду, що використовувався Крігсмаріне (Німецький ВМФ). Прогрес в розгадки цієї системи був занадто повільним, але значно прискорився після перехоплення тестового обміну закодованими повідомленнями. Було отримано шість груп сигналів, за якими слідувала відповідь з чотирьох груп. Криптографи вірно здогадалися, що першим сигналом було питання «Коли народився Фрідріх Великий?», за яким слідувала відповідь «1712».

## Енігма
У жовтні 1932 року, коли ще йшла робота над військово-морським кодом, Реєвський був таємно спрямований на роботу над розшифровкою нової німецької шифрувальної машини, Енігма I, яка набула широкого поширення у німецьких військах. Хоча, згідно з пізнішої доповіді, Бюро шифрів досягло успіху в розгадки ранньої, позбавленої комутаційної панелі, Енігми I, насправді їм це не вдалося.

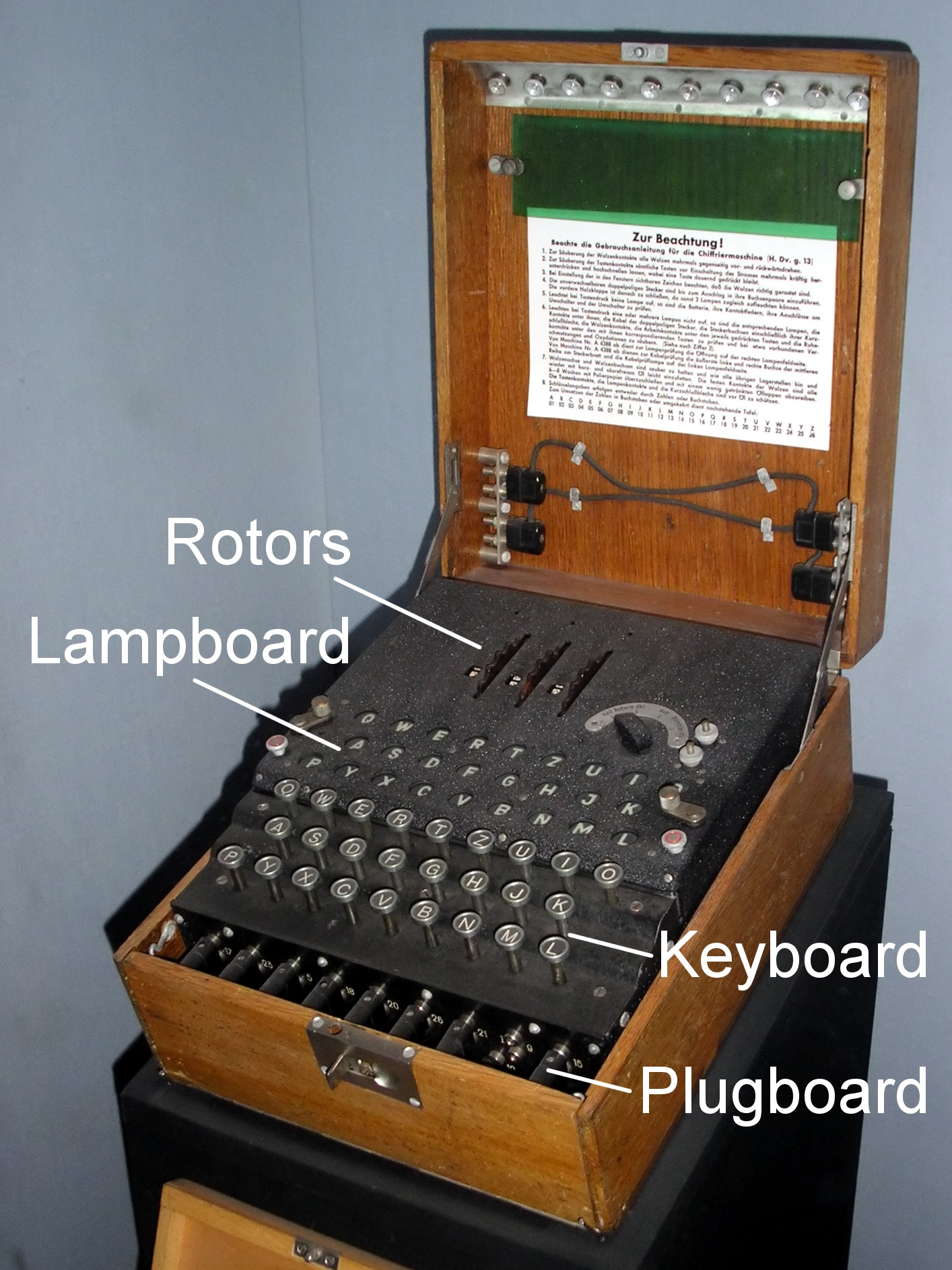
Енігма, розгадана Реєвським в 1932 році, яка широко використовувалася німецькими військами для захисту своїх повідомлень.

Енігма була електромеханічним пристроєм, обладнаним 26-клавішною клавіатурою і набором з 26 ламп, що відповідні літерам латинського алфавіту. Всередині був набір циліндрів з вбудованою електропроводкою («ротори» та «рефлектор»), який шифрував введення. Машина також відрізнялася наявністю комутаційної панелі для заміни пар букв. Щоб розшифрувати букву, оператор натискав відповідну клавішу і записував, яка з ламп загорілася. Кожне натискання клавіші змушувало один або кілька роторів рухатися, таким чином розшифровка змінювалася від одного натискання клавіші до наступного. Для того, щоб два оператора могли спілкуватися, в обох Енігмах потрібно встановити абсолютно однакове становище роторів. Велике число можливих положень роторів і комутаційної панелі породжувало астрономічне число різних варіацій, кожна з яких створювала свій індивідуальний шифр. Налаштування змінювалися щодня, у результаті чого машина знову і знову «ламалася» кожен день, якщо повідомлення приходили безперервно.
Для розшифровки повідомлень Енігми потрібно три пункти:
1. Розуміння того, як працює Енігма.
2. Схема проводки в роторах.
3. Відповідні до певного дня настройки: порядок і положення роторів (яких спочатку було три), а також схема з'єднань на комутаційній панелі.

Реєвський володів тільки відповіддю на перше питання, що базується на інформації, що отримана від Бюро шифрів.

### Розгадування проводки Енігми

Цикли, сформовані по першій і четвертій букві з набору індикаторів. Реєвський використовував ці цикли для розгадки проводки роторів Енігми в 1932 році, а потім для розгадки налаштувань щоденних повідомлень

Спершу Реєвський бився над розгадкою схеми проводки роторів. Для цього він використовував чисту математику в криптоаналізі. Первинний метод широко використовував лінгвістичні схеми і статистику текстів природною мовою — частоту появи тих чи інших букв. Реєвський навіть застосовував техніку з теорії груп — теореми про перестановки. Ці математичні методи в поєднанні з матеріалами, що поставлялися французькою розвідкою, дозволили йому реконструювати внутрішню проводку роторів машини і нерухомого рефлектора. «Розгадка», пише історик Девід Кан, «була приголомшливим досягненням, що належало Реєвському, і яке прославило його до пантеону найбільших криптографов всіх часів». Реєвський використовував математичну теорему, яку один професор математики відтоді називав «теоремою, яка виграла Другу світову війну».
Реєвський досліджував перші 6 букв усіх повідомлень Енігми, що отримані за один день. Для безпеки, кожне повідомлення, що посилається Енігмою, було зашифровано при різних початкових установках трьох роторів. Ці установки довільно вибиралися оператором, інформація про них — три символи, називалася «повідомленням настройок». Для передачі цього повідомлення оператору, що приймає, оператор, що відправляє, шифрував його, отримуючи шестизнаковий «індикатор», яким починав кожне повідомлення. Індикатор був сформований за допомогою Енігми з роторами, встановленими в положення, відповідне поточним денним налаштуванням, що булипозначені «головними налаштуваннями», загальними для всіх операторів. На жаль для Німеччини, влаштований таким чином індикатор був основним слабким місцем в системі.
Наприклад, припустимо, що оператор вибрав для сповіщення «повідомлення настройок» KYG. Спочатку оператор повинен виставити ротори Енігми відповідно до «головного налаштування», яке діє цього дня, наприклад, GBL, а потім зашифрувати повідомлення налаштувань на Енігма двічі; тобто оператор повинен ввести KYGKYG (в результаті може вийти щось на зразок QZKBLX). Потім оператор повинен переставити ротори в положення KYG і зашифрувати саме повідомлення. Приймаючий оператор повинен застосувати зворотний процес для розшифровки повідомлення налаштувань, а потім самого повідомлення. Повторення повідомлення налаштувань мабуть призначалося для перевірки на наявність помилок і виявлення спотворень, але воно мало непередбачений наслідок — значне ослаблення шифру. Завдяки повторенню в індикаторі повідомлення налаштувань, Реєвський знав, що в індикаторі перша і четверта буква були закодованою однієї і тієї ж літерою, друга відповідала п'ятій, а третя шостій. Ці співвідношення можна було використовувати для розгадки шифру.
Реєвський вивчав ці співвідношені пари букв. Наприклад, якщо було чотири повідомлення, які мали такі індикатори за один день: BJGTDN, LIFBAB, ETULZR, TFREII, то подивившись на перші і четверті букви кожного індикатора, він знав, що відповідні пари букв взаємопов'язані. B відноситься до T, L до B, E до L, а T до E: (B, T), (L, B), (E, L), і (T, E). Якщо у нього було достатньо різних повідомлень, з якими можна було працювати, він міг будувати цілі послідовності відносин: буква B пов'язана з T, яка слідує за E, потім L і знову B (на ілюстрації). Це був «чотирьохетапний цикл», так як відбувалося чотири кроки, перш ніж він повертався на початкову літеру. Інший цикл в той же день міг бути A{\displaystyle \rightarrow }F{\displaystyle \rightarrow }W{\displaystyle \rightarrow }A, або «потрійний цикл». Якщо було досить повідомлень за один день, всі букви алфавіту могли охоплюватися різними циклами різних розмірів. Цикли були сумісні за весь один день, потім вони мінялися на інші набори циклів. Такий же аналіз міг бути проведений над 2-ю і 5-ю буквами, 3-ю і 6-ю, виявляючи цикли в кожному випадку і кількість етапів в них.
Використовуючи дані таким чином, в поєднанні з помилкою операторів Енігми, які стали вибирати для індикаторів передбачувані комбінації (ініціали подружок або набори ключів, які вони бачили на клавіатурі Енігми), Реєвський зміг вивести шість перестановок, відповідних шести налаштуваням Енігми. Ці перестановки можуть бути описані шістьма рівняннями з різними невідомими, що описують проводку в машині і установки на комутаційної панелі.

### Допомога з Франції
Тут Реєвський почав зазнавати труднощів: велика кількість невідомих вимагала систему рівнянь. Пізніше в 1980 році він скаже, що до сих пір не відомо, чи можна вирішити таку систему з шести рівнянь без додаткових даних. Але у нього була підтримка у вигляді документів, які відділ французької розвідки (Deuxième Bureau), під керівництвом майбутнього генерала Гюстава Бертрана, роздобув і доставив в польське Бюро шифрів. Документи були здобуті шпигуном Ганс-Тіло Шмідтом в німецькій службі шифрів і включали в себе налаштування Енігми для вересня та жовтня 1932 року. 9 або 10 грудня 1932 року документи були віддані Реєвському, який використовував їх для видалення впливу комутаційної панелі на рівняння. Із зменшеним числом невідомих рішення рівнянь перестало бути проблемою.
Однак, необхідно було подолати ще одну перешкоду. Військовий варіант Енігми був модифікованою версією комерційної Енігми, примірник якої був у Реєвського. У комерційній машині клавіші були з'єднані з циліндрами в німецькій розкладці («QWERTZU...»). У військовій Енігмі клавіші були встановлені в алфавітному порядку:«ABCDEF...» Ця нова проводка була відхилена британськими зломниками кодів, які працювали над Енігмою, як надто очевидна. Реєвський, керуючись можливо інтуїтивними міркуваннями про любов німців до порядку, просто здогадався, що клавіші з'єднувалися в алфавітному порядку. Пізніше він згадував, що як тільки він зробив таку здогадку, «з-під мого олівця, як за помахом чарівної палички, стали з'являтися номери, що показували з'єднання в роторі N. Ці сполучення в роторі, який розташовувався праворуч, були остаточно відомі».
Налаштування, здобуті французькою розвідкою охоплювали два місяці — період змін порядку роторів. Інший ротор опинявся в правій позиції на наступний місяць, таким чином проводку двох інших циліндрів можна було з'ясувати аналогічним методом. Це полегшувало аналіз і в кінці року проводка всіх трьох роторів і рефлектора була вивчена. Приклад повідомлення в призначеному для користувача керівництві Енігми представляв послідовність незашифрованого і зашифрованого тексту, зашифрованого за даними налаштувань; це допомогло Реєвському усунути всі інші дрібні неясності з проводкою.
Існувала теорія, що проводка роторів могла бути розгадана без документів, доставлених французькою розвідкою. Реєвський заявив в 1980 році, що був знайдений ще один шлях для вирішення цієї проблеми, але метод він назвав «недосконалим і виснажливим», до того ж він залежить від удачі. У 2005 році математик Джон Лоуренс опублікував розрахунки, згідно з якими для цього методу треба було б 4 роки, щоб він мав певні шанси на успіх. Реєвський писав, що «матеріали розвідки, надані нам, слід розглядати як вирішальні в розгадці машини».

### Розгадування щоденних настройок
Після того, як Реєвський визначив схему проводки в інших роторах, до нього на початку 1933 року приєдналися Ружицький і Зигальський для розробки методів і пристроїв, які дозволяли б щодня зламувати шифри Енігми. Пізніше Реєвський згадував: 
 Тепер у нас була машина, але не було ключів і ми не могли вимагати від Бертрана продовжувати постачати нам ключі кожен місяць... Ситуація перекинулася з ніг на голову: раніше у нас були ключі, але не було машини — ми розгадали машину; тепер у нас була машина, але не було ключів. Ми повинні були розробити методи знаходження щоденних ключів. 

#### Перші методи

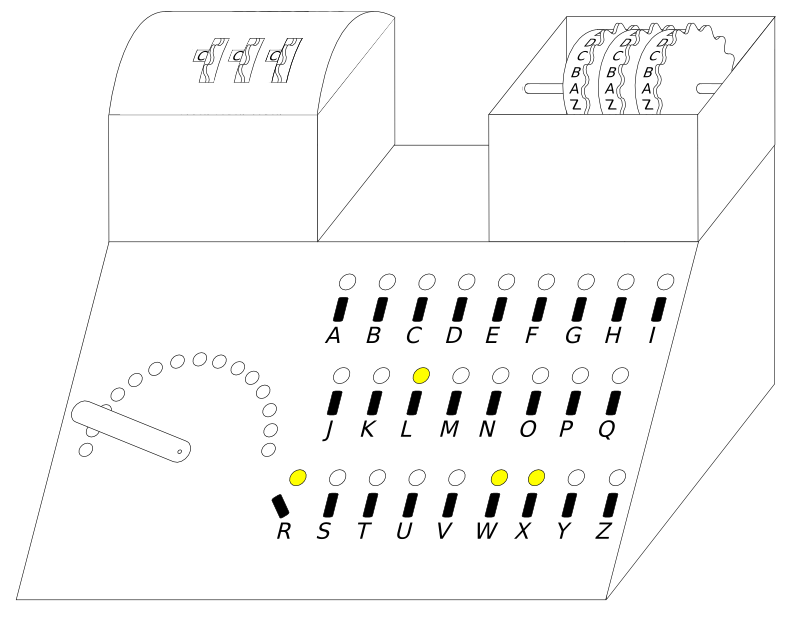
Циклометр (середина 1930-х), розроблений Реєвським для каталогізації циклової структури перестановок Енігми.

Цілий ряд методів та пристроїв був винайдений для протидії постійному вдосконаленню оперативних процедур в Німеччині і самої машини Енігма. Найпершим методом для реконструкції щоденних ключів був «гриль», що базувався на тому факті, що на комутаційній панелі змінювалися з'єднання тільки шести пар букв, залишаючи чотирнадцять букв незмінними. Наступним був метод Ружицького «годинник», який іноді робив можливим визначити, який ротор був у позиції праворуч в даний день.
Після 1 жовтня 1936 року німецька процедура змінилася, збільшивши число з'єднань на комутаційній панелі. В результаті метод «гриль» став значно менш ефективним. Однак, в 1934 або 1935 році був розроблений метод, котрий використовував картотеку і не залежав від кількості з'єднань на панелі Енігми. Картотека була створена за допомогою «циклометра» Реєвського, спеціального пристрою для створення каталогу перестановок. Коли каталог був готовий, за перестановками можна було стежити за каталогом, отримуючи установки роторів Енігми на даний день.
Циклометр містив два набори роторів Енігми і використовувався для визначення довжини і кількості циклів перестановок, які могли бути зроблені Енігмою. Навіть з циклометром підготовка картотеки була довгою і важкою задачею. Кожен варіант налаштувань Енігми (всього таких варіантів було 17 576) мав бути вивчений для кожної можливої послідовності роторів (було 6 можливих послідовностей); тому в підсумку каталог містив 105 456 записів. Підготовка каталогу тривала більше року, але коли в 1935 році він був готовий, для отримання щоденних ключів потрібно 12—20 хвилин. Однак, 1 або 2 листопада 1937 року (згідно з деякими джерелами 1-го, згідно з іншими 2-го) Німеччина замінила рефлектори у всіх Енігма, це означало, що весь каталог повинен був бути розрахований заново. Проте, в січні 1938 року німецька секція Бюро шифрів розгадувала 75 % повідомлень Енігми, а зі слів Реєвського, при незначному збільшенні числа співробітників, це число легко можна було збільшити до 90 %.

#### Bombaі листи Зигальського
У 1937 році Реєвський разом з німецьким відділом Бюро шифрів був переведений на таємні об'єкти недалеко від Пири в Кабатському лісі на південь від Варшави.
15 вересня 1938 року Німеччиною були введені в дію нові правила шифровки ключа повідомлень (нова «процедура дії індикатора»), які робили застарілими криптографічні техніки, які використовувались поляками. Польські криптографи швидко відреагували, розробивши нову техніку.

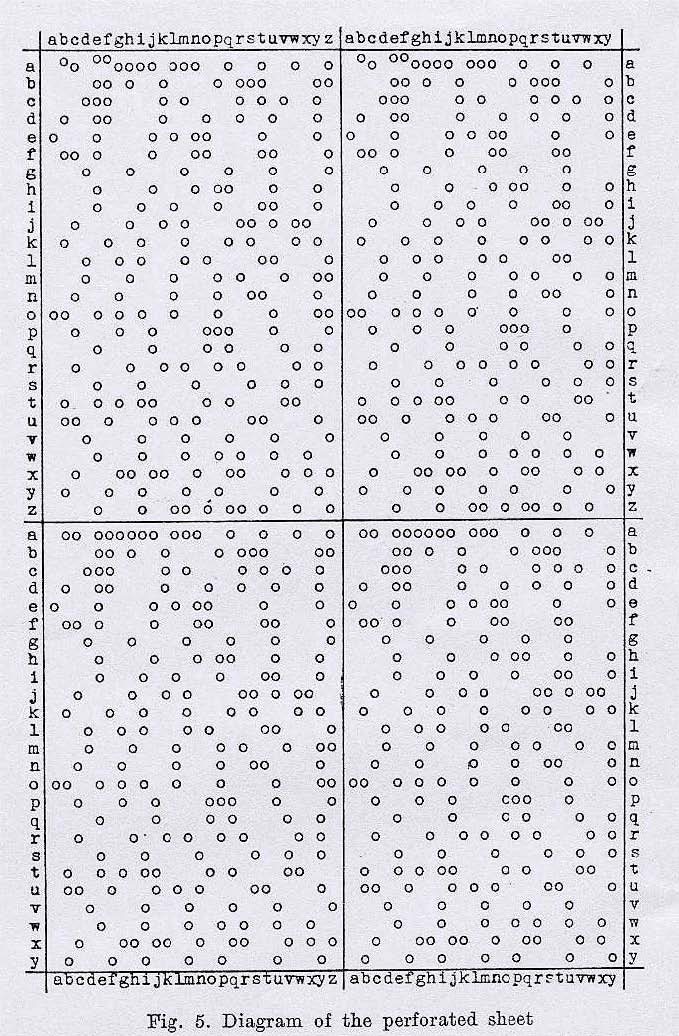
Лист Зигальського.

Прикладом такої техніки була «бомба» Реєвського — електричний прилад з шести Енігм, який дозволяв обчислювати щоденні ключі приблизно за дві години. Шість «бомб» були зібрані і готові до роботи до середини листопада 1938 року. «Бомба» використовувала той факт, що з'єднання на комутаційній панелі не впливали на всі символи; тому коли німці зробили чергову зміну в процедурі кодування 1 січня 1939 року, збільшивши число з'єднань на комутаційної панелі, корисність «бомби» різко впала. Британська bombe, основний інструмент, який використовували для зламування кодів Енігми протягом Другої світової війни, був названий на честь польської «бомби» не дивлячись на те, що криптографічні методи, що використовувалися двома машинами, були абсолютно різними.
Приблизно в той же час Генріх Зигальський винайшов ручний метод «листів Зигальського» (перфокарти), котрий залежав від кількості з'єднань на комутаційної панелі.
Однак, застосування «бомби» Реєвського і «листів Зигальського» було ускладнено в черговий раз, після внесення 15 грудня 1938 року чергових змін в процес шифрування. Німці збільшили число роторів в Енігма на два на додаток до первинних трьох, що підвищило складність розшифровки в десять разів.
У наступному місяці ситуація стала ще гірше, коли число з'єднань комутаційної панелі збільшилася з шести до десяти. Замість дванадцяти символів, що мінялися місцями раніше, тепер їх стало двадцять, знизивши ефективність «бомби» і збільшивши число можливих налаштувань комутаційної панелі більш ніж в тисячу разів.

### Інформування союзників
Коли стало ясно, що війна неминуча і польських ресурсів було недостатньо для того, щоб встигати за еволюцією Енігми (наприклад, було неможливо виробляти вчасно потрібних 60 комплектів «листів Зигальського»), польський генштаб і уряд прийняли рішення посвятити західних союзників в свої розробки. Польські розробки були представлені британській та французькій розвідці на зустрічі в Пири 26 липня 1939 року.
Польський подарунок західним союзникам за місяць до початку Другої світової війни — розшифровка Енігми, припав дуже вчасно. Усвідомлення того, що шифр може бути зламаний, стало моральним імпульсом для криптографів союзників. Британці мали можливості для виробництва принаймні двох комплектів перфорованих металевих пластин (один був відправлений на Командний пункт Бруно, недалеко від Парижа, у середині грудня 1939 року) і почали перехоплювати повідомлення Енігми вже через кілька місяців після початку війни.
З розшифровкою Енігми британські криптографи без допомоги Польщі в кращому випадку значно затрималися б. Дослідник Х'ю Себаг-Монтефьоре прийшов до висновку, що істотні зломи шифрів Енігми трапилися б тільки після того, як були захоплені сама Енігма і каталог ключів — не раніше листопада 1941. Для Енігми, використовуваної морським флотом Німеччини, називається друга половина 1942 року. Колишній криптограф Блетчлі-парк Гордон Уелчман пише, що в відділі Hut 6, який займався Енігмою, «ніколи б не зрозуміли, в чому секрет, якби ми не навчилися у поляків, в останній момент, таємниць німецьких військових машин Enigma, і процедур шифрування та дешифрування».
Розвідка добувала дані в основному з розшифровок високорівневих німецьких кодів (відділ розвідки отримав у британців і американців кодову назву «Ultra»). Хоча точний вклад «Ультра» в перемогу союзників спірний, дослідники Козачук і Страшак відзначають, що «"ULTRA" врятували світ, принаймні, від двох років війни і можливої перемоги Гітлера». Англійський історик сер Гаррі Гінслі, який працював в Блетчлі Парк, оцінює діяльність розвідки так: «скоротили війну, як мінімум, на два роки, а, можливо, й на чотири». Існування «Ультра» було можливо, як мінімум, завдяки величезній ранній роботі польських зломщиків Енігми.